# GR Corolla
GR Corolla（日本語：トヨタ・GRカローラ）是由日本豐田汽車自2022年起生產的高性能車款，由Gazoo Racing(GR)部門基於第十二代卡羅拉(E210)所開發的掀背跑車。

GR Corolla於2022年3月31日首次亮相，主要針對北美市場打造。其位於豐田Motomachi工廠內的「GR工廠(GR Factory)」組裝，該工廠專門生產GR系列的性能車款，有別於傳統生產線，GR工廠的車輛更多是藉由手工組裝流程的工作站進行建造。除了北美市場，GR Corolla同時也有在日本、泰國、馬來西亞、澳大利亞、新西蘭、巴西、南非和印尼等地銷售。

## 概述
2020年，豐田推出GR Yaris，是由公司旗下的Gazoo Racing（GR）部門為其世界拉力錦標賽（WRC）車隊開發的。但由於Yaris並無在北美地區銷售，因此更高性能版本GR Yaris也並沒有北美地區販售。這也引發許多猜測，預計會推出一款全新針對北美市場的性能車款，以彌補GR Yaris的空缺，可能是GR Corolla或GR Camry等車款。
最終，2022年3月21日，GR Corolla正式推出。該車款是基於第十二代卡羅拉五門掀背版(Corolla Hatchback)所打造。外觀方面，GR Corolla的車頭保險桿進行更加侵略性的設計，引擎蓋上也設有散熱開孔的造型，尾部則擁有三個排氣孔，具有高度辨識度，且為配合其動力，葉子版也進行加寬設計，整輛車富有肌肉線條感。
動力方面，引擎採用與GR Yaris相同的1.6升G16E-GTS渦輪增壓三缸引擎，但重新調教。這具引擎在GR Yaris上可輸出200千瓦（268馬力；272匹馬力），GR Corolla則上升221至224千瓦（296至300馬力；300至304匹馬力）以及370至400牛頓米的扭矩。並採用了三個尾管來減少後下壓力以及六速手排變速箱。

GR Corolla採用了首次為GR Yaris開發的GR-Four四輪驅動系統。標準設置為60:40的前後扭矩分配，但它也可以調整為更偏向後輪驅動的30:70，同時還配備了 Toyota Safety Sense 3.0 的駕駛輔助系統。

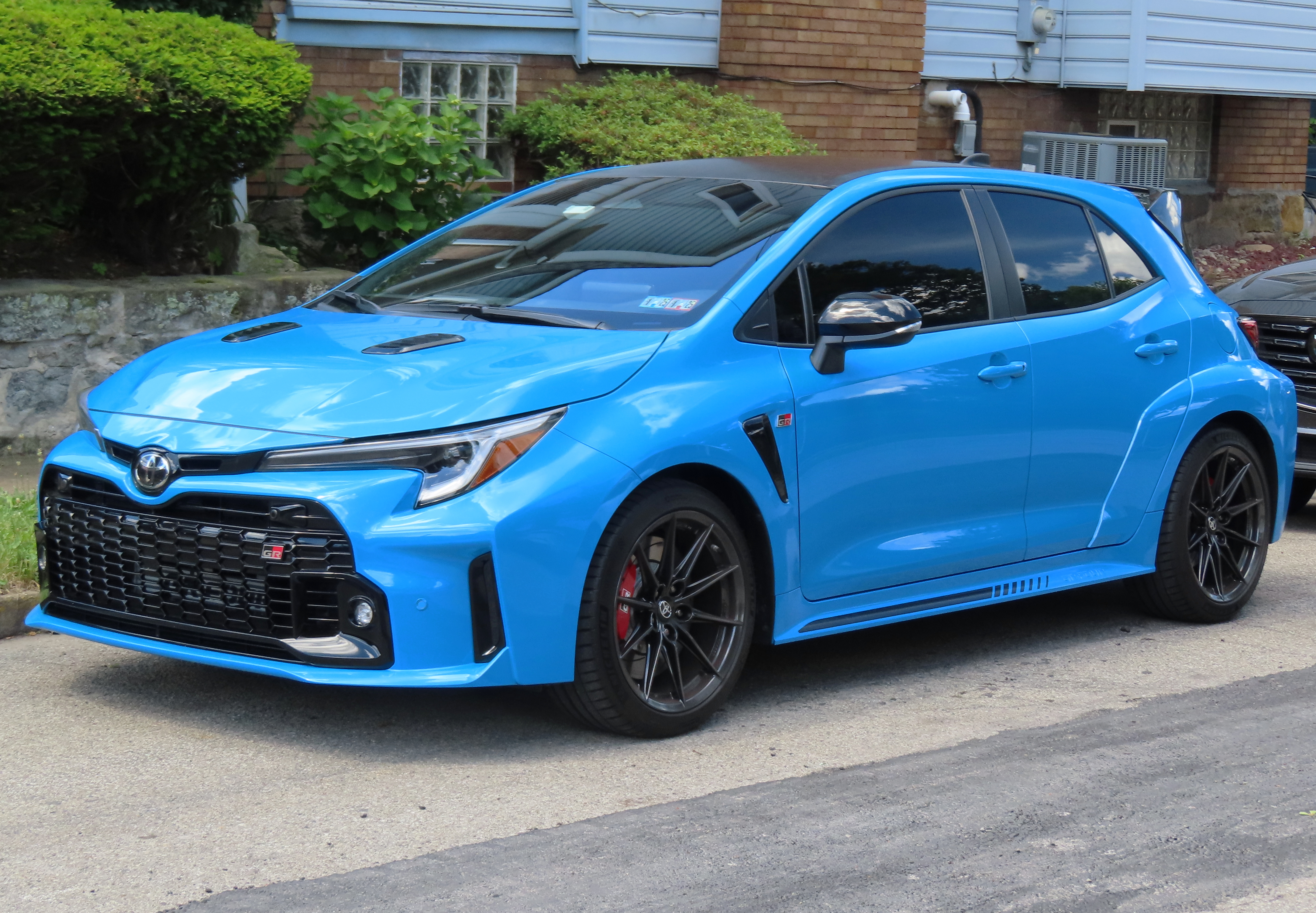
GR Corolla車頭
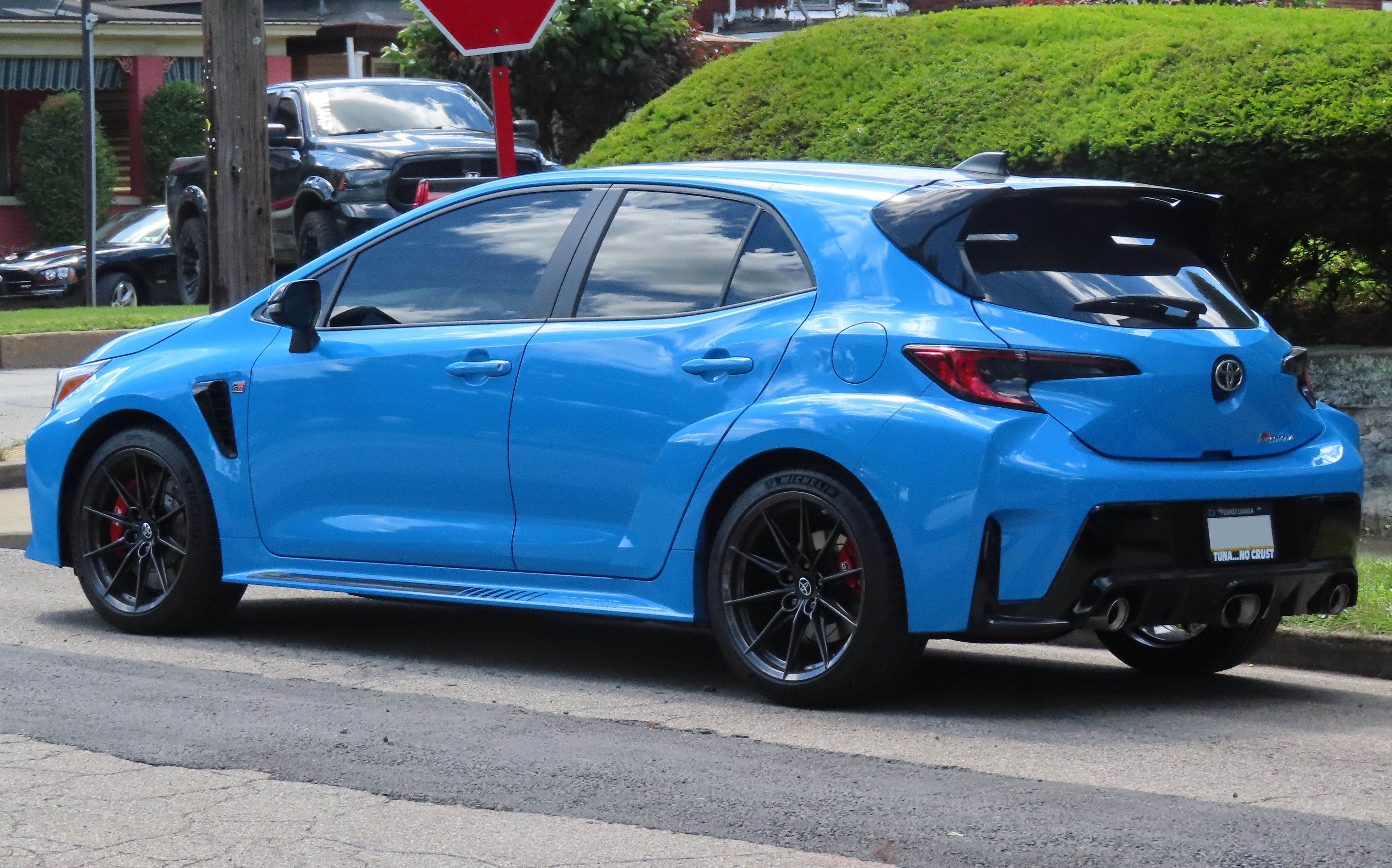
GR Corolla車尾
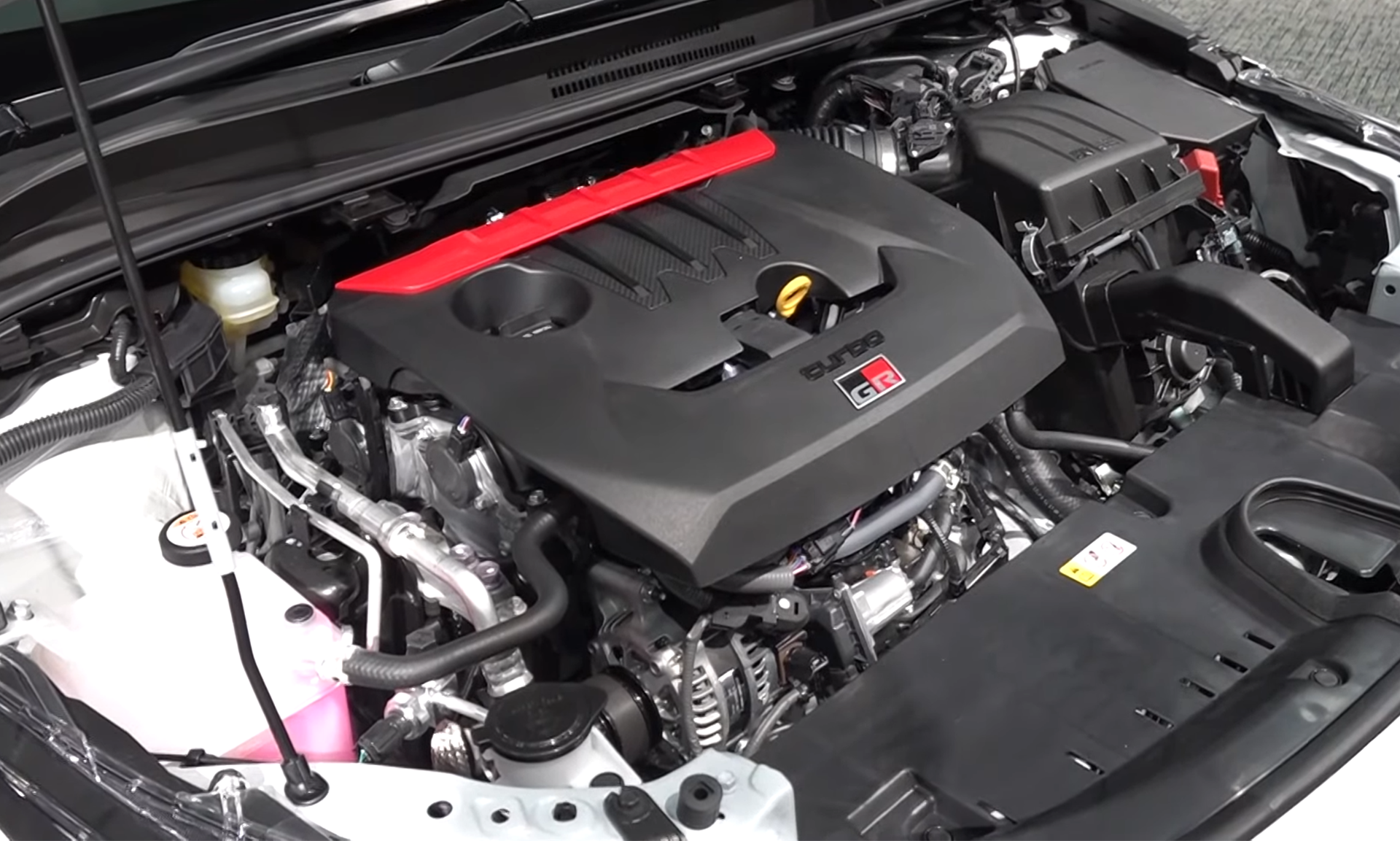
G16E-GTS引擎

## 延伸版本
根據不同國家的市場需求，GR卡羅拉提供至少三種不同的車型等級。Core是基礎版，升級版在日本市場稱為RZ，在北美市場則稱為Circuit Edition，而輕量化、準賽道車型則是Morizo Edition。

### 基礎版(Core)
Core是較為親民的GR Corolla版本，並無配備碳纖維車頂、引擎蓋突起進氣口等設計。Core車型在北美、巴西和南非市場銷售。
2024年，基於Core車型的更高配版本，於美國和加拿大市場以Premium版本銷售。該車型標配前後拖森限滑差速器、前後停車雷達和紅色剎車卡鉗。內飾方面也進行了升級，增加了麂皮裝飾內裝、加熱座椅、方向盤以及JBL高級音響系統。

### RZ / Circuit Edition
Circuit Edition是GR卡羅拉的高配版本，提供了一些性能升級，例如前後車軸的托森限滑差速器（在Core車型為選配）。此外，該車型還配備了鍛造碳纖維車頂、突起式引擎通風口、更大的後擾流板以及其他升級配置。在日本市場，除了Morizo Edition外，普通的GR Corolla僅提供全配備的RZ。而紐西蘭、印尼、馬來西亞和泰國等地雖無RZ版本，但其唯一提供的車型配置則與Circuit Edition相差不多。澳大利亞市場的GR Corolla GTS版本則相當於日本的RZ或北美的Circuit Edition。

### Morizo Edition

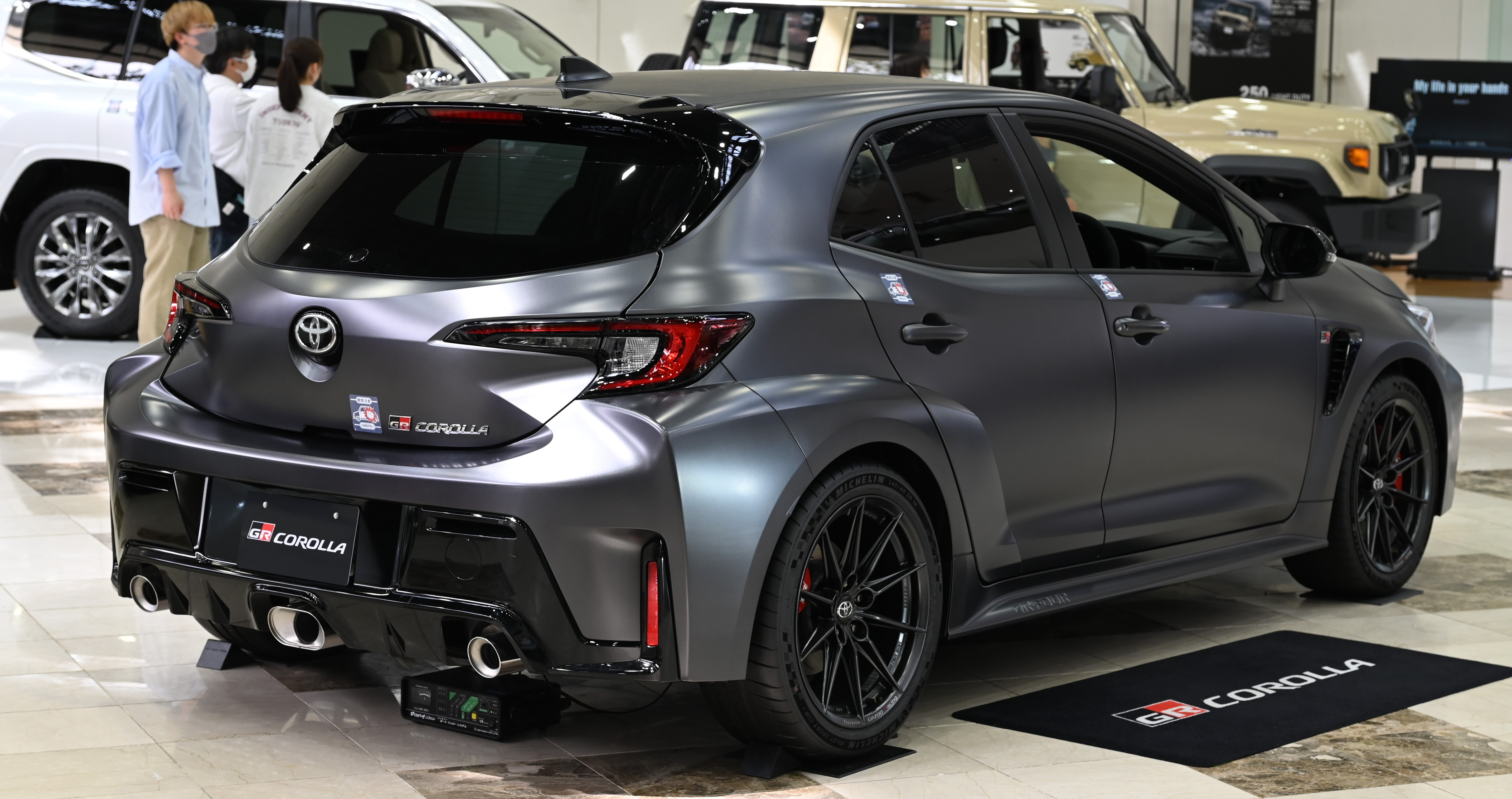
GR Corolla Morizo Edition

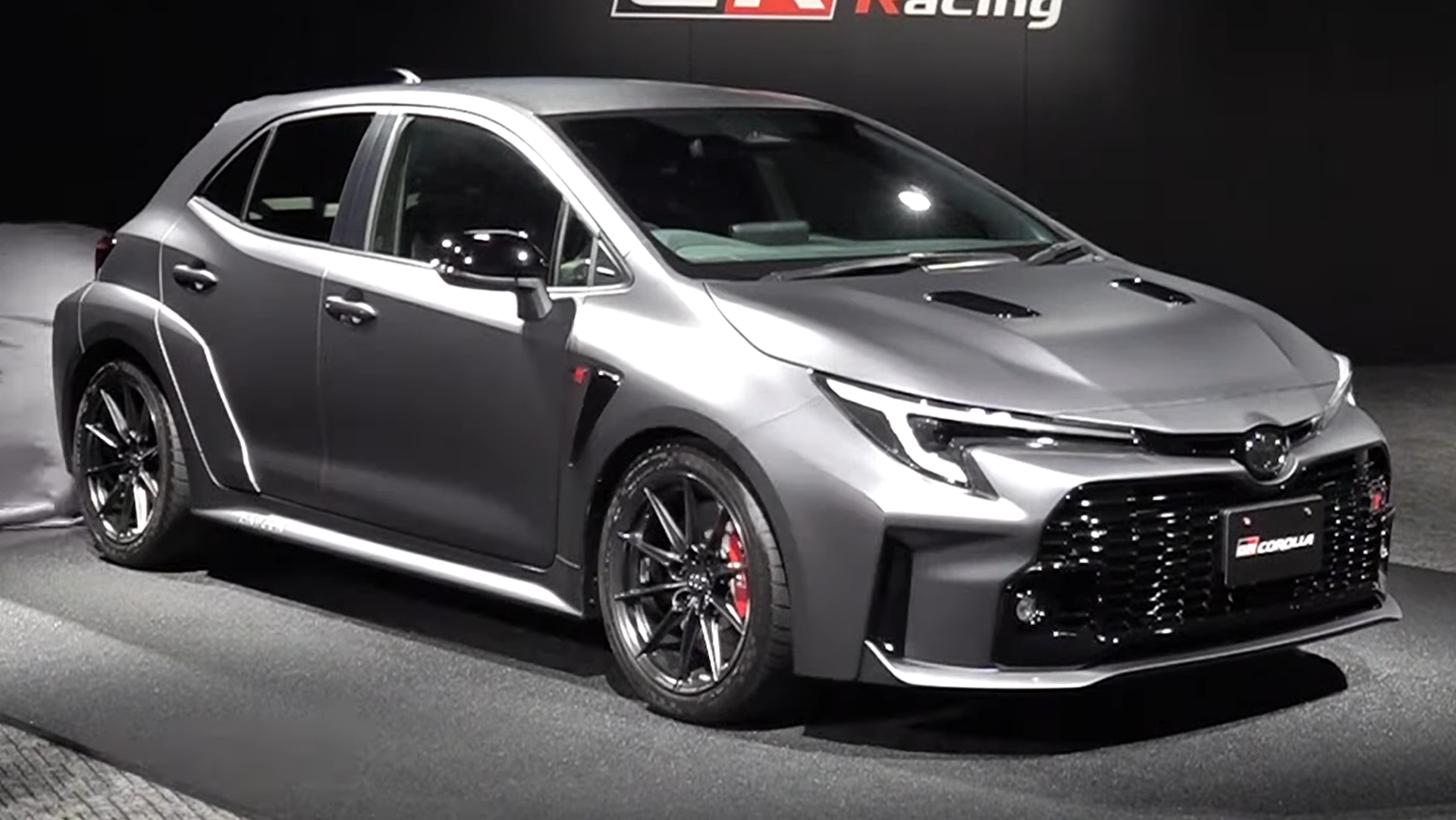
GR Corolla Morizo Edition

Morizo Edition（「MORIZO」一詞為豐田社長豐田章男於賽事時的化名）是GR Corolla限量生產「賽道準備」版本。擁有減重、增強性能數據和改進操控等優越性能，並販售於日本和北美市場。

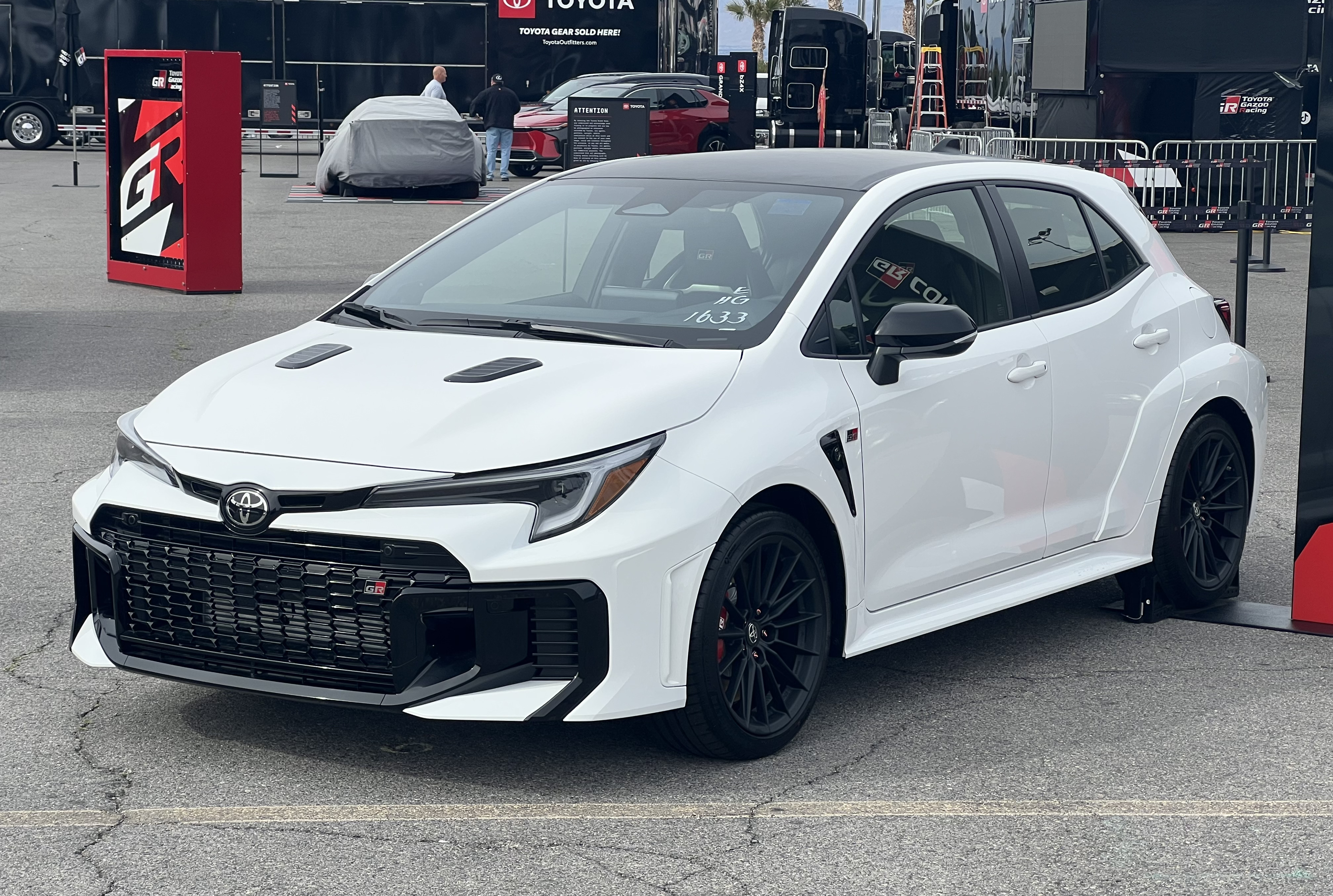
2025 GR Corolla

Morizo Edition的車重從Circuit Edition的1,490公斤減少了約45公斤，降至1,445公斤。減重措施包括移除後座、增設鍛造碳纖維車頂（Circuit Edition也有提供）、移除後車門的揚聲器和窗戶調節器，以及移除後擋風玻璃雨刷片和馬達。引擎的扭矩輸出提升了30牛頓米，達到400牛頓米，而馬力數字則保持不變。為了提高操控性，懸掛系統進行了重新調校，使用了單筒避震器，搭配寬度增加10毫米的輕量化輪圈和輪胎，並且透過349個額外的點焊、6米長的結構膠和車身加強支架提升了車身剛性。工程師還調整了變速箱齒比、差速器齒比和引擎調校，以支持在Morizo Edition上實現持續的最大扭矩加速。

## 小改款
2024年8月1日，2025年型的改款GR Corolla在北美市場亮相，除了車頭保險桿設計進行微幅更改。新車型推出了8速自動變速箱（GR-DAT）選項，並配備了類似F1賽車的換檔撥片，支持半自動模式。所有車型的扭矩均提升至400牛顿米，並且標配前後拖森限滑差速器。